# Salles-et-Pratviel
Salles-et-Pratviel – miejscowość i gmina we Francji, w regionie Oksytania, w departamencie Górna Garonna.
Według danych na rok 1990 gminę zamieszkiwało 129 osób, a gęstość zaludnienia wynosiła 61 osób/km² (wśród 3020 gmin regionu Midi-Pireneje Salles-et-Pratviel plasuje się na 934. miejscu pod względem liczby ludności, natomiast pod względem powierzchni na miejscu 1711.).